# Chrysemosa stigmata
Chrysemosa stigmata är en insektsart som först beskrevs av Navás 1936.  Chrysemosa stigmata ingår i släktet Chrysemosa och familjen guldögonsländor. Inga underarter finns listade i Catalogue of Life.